# Plectrocnemia triangulata
Plectrocnemia triangulata is een fossiele soort schietmot uit de familie Polycentropodidae.